# Liste der denkmalgeschützten Objekte in Salzburg-Gnigl
Die Liste der denkmalgeschützten Objekte in Salzburg-Gnigl enthält die 14 denkmalgeschützten, unbeweglichen Objekte der Salzburger Katastralgemeinde Gnigl. Die Denkmalobjekte befinden sich teils im Stadtteil Gnigl, teils in Schallmoos (für die sonstigen zur Katastralgemeinde gehörenden Gebiete sind keine Denkmäler ausgewiesen).

## Denkmäler
| Foto |                 | Denkmal                                                                                       | Standort                                       | Beschreibung | Metadaten |
| ---- | --------------- | --------------------------------------------------------------------------------------------- | ---------------------------------------------- | --- | --- |
| ja   | Datei hochladen | Kath. Pfarrkirche Gnigl, mit Friedhof HERIS-ID: 53176 Objekt-ID: 60975                        | Eichstraße 43A Standort KG: Gnigl              | Rokokokirche mit Zwiebelturm, unter Fürsterzbischof Firmian 1731–1738 erbaut. Risszeichnungen und Hochaltar (1738) stammen von Sebastian Stumpfegger, die Heiligenstatuen von Josef Anton Pfaffinger. Der heutige Gnigler Friedhof wurde 1699 schon für die Vorkirche angelegt, und mehrmals erweitert, die alten Grundrisse sind erkennbar. Anmerkung: in Obergnigl | BDA-Hist.: Q11722187 Status: § 2a Stand der BDA-Liste: 2025-06-30 Name: Kath. Pfarrkirche Gnigl, hl. Michael mit Friedhof GstNr.: 480/3, 479, 568/2 Pfarrkirche Gnigl                                    |
| ja   | Datei hochladen | Friedhofskapelle HERIS-ID: 71369 Objekt-ID: 84533                                             | bei Eichstraße 43A Standort KG: Gnigl          | In der Totenkapelle an der Südwestecke, wohl 1699 erbaut, steht ein Allerseelen-Kulissenaltar, die fein beschrifteten Totenschädeln werden in Holzkästchen aufbewahrt. Anmerkung: in Obergnigl | BDA-Hist.: Q63986447 Status: § 2a Stand der BDA-Liste: 2025-06-30 Name: Friedhofskapelle GstNr.: 480/4 Totenkapelle (Gnigl, Salzburg)                                                                    |
| ja   | Datei hochladen | Schule HERIS-ID: 45324 Objekt-ID: 46616                                                       | Eichstraße 68 Standort KG: Gnigl               | Das alte Schulhaus wurde 1858/59 errichtet und 1878 wegen des zunehmenden Platzbedarfes aufgestockt. Das dreistöckige Gebäude besitzt einen rechteckigen Grundriss. Die schlichte Fassade besitzt straßenseitig in jedem Stockwerk 5 Fenster und mittig im Erdgeschoß ein Eingangsportal aus Sandstein. Das Schulhaus mit seinen mittigen Gängen und seinen Terrazzopflasterböden ist fast originalgetreu erhalten, und daher ein wichtiges Baudokument der frühen Gründerzeit. Anmerkung: in Obergnigl | BDA-Hist.: Q38015129 Status: Bescheid Stand der BDA-Liste: 2025-06-30 Name: Schule GstNr.: 476 |
| ja   | Datei hochladen | Spital/Ambulatorium, ehem. St. Anna-Spital und Torbogen HERIS-ID: 53174 Objekt-ID: 60970      | Grazer Bundesstraße 6 Standort KG: Gnigl       | Als Pfleg(gerichts)haus 1697 von Fürsterzbischof Johann Ernst von Thun erbaut. wurde es im 19. Jahrhundert zum (St.-Anna-Bezirkskranken- und Versorgungshaus) umgestaltet. Anmerkung: in Niedergnigl | BDA-Hist.: Q38056021 Status: § 2a Stand der BDA-Liste: 2025-06-30 Name: Spital/Ambulatorium, ehem. St. Anna-Spital und Torbogen GstNr.: 572/1, 571/1, 577/2 St. Anna Bezirkskranken- und Versorgungshaus |
| ja   | Datei hochladen | Wohnhaus, Knollen- oder Wäschergütl, Doktorhaus HERIS-ID: 62458 Objekt-ID: 75010              | Grazer Bundesstraße 10 Standort KG: Gnigl      | Das Wäschergütl stammt im Kern aus dem 16. Jahrhundert und wurde zu einer klassizistischen Villa umgebaut. Anmerkung: in Niedergnigl | BDA-Hist.: Q38099787 Status: Bescheid Stand der BDA-Liste: 2025-06-30 Name: Wohnhaus, Knollen- oder Wäschergütl, Doktorhaus GstNr.: 569/3 Grazer Bundesstraße 10, Salzburg                               |
| ja   | Datei hochladen | Wohnhaus, Freyhammeranwesen HERIS-ID: 46506 Objekt-ID: 48588                                  | Grazer Bundesstraße 16, 16A Standort KG: Gnigl | Im Kern spätgotisches Mühlenanwesen, heute von barocken und biedermeierlichen Fassadenelementen geprägt. Das Wohnhaus steht südlich der Straße. Anmerkung: in Niedergnigl | BDA-Hist.: Q38022078 Status: Bescheid Stand der BDA-Liste: 2025-06-30 Name: Wohnhaus, Freyhammeranwesen GstNr.: 462, 467/9 Grazer Bundesstraße 16 (Freyhammer-Anwesen), Salzburg                         |
| ja   | Datei hochladen | Strattner- oder Freyhammermühle HERIS-ID: 46877 Objekt-ID: 49172                              | Grazer Bundesstraße 19D Standort KG: Gnigl     | Im Kern spätgotisches Mühlenanwesen, heute von barocken und biedermeierlichen Fassadenelementen geprägt. Die Mühle steht nördlich der Straße. Anmerkung: in Niedergnigl | BDA-Hist.: Q38024385 Status: Bescheid Stand der BDA-Liste: 2025-06-30 Name: Strattner- oder Freyhammermühle GstNr.: 460/6 Freyhammer-Mühle                                                               |
| ja   | Datei hochladen | Schloss Minnesheim HERIS-ID: 67900 Objekt-ID: 80885                                           | Grazer Bundesstraße 22 Standort KG: Gnigl      | Das ursprünglich barocke Schloss Minnesheim wurde 1644 von Erzbischof Paris von Lodron am Rand eines weitläufigen Parkes als Sommersitz errichtet und 1888 umgestaltet. Anmerkung: in Niedergnigl | BDA-Hist.: Q2242426 Status: § 2a Stand der BDA-Liste: 2025-06-30 Name: Schloss Minnesheim GstNr.: 467/5 Schloss Minnesheim                                                                               |
| ja   | Datei hochladen | Staudingers Kunstmühle/Mosermühle, ehem. Au- oder Neumüll HERIS-ID: 47071 Objekt-ID: 49607    | Grazer Bundesstraße 29, 31 Standort KG: Gnigl  | Mühlenanwesen mit spätgotischem Kern (Anfang 15. Jahrhundert urkundlich). Barocke Wegkapelle von 1730. Anmerkung: in Niedergnigl | BDA-Hist.: Q38025500 Status: Bescheid Stand der BDA-Liste: 2025-06-30 Name: Staudingers Kunstmühle/Mosermühle, ehem. Au- oder Neumüll GstNr.: 450/1, 445                                                 |
| ja   | Datei hochladen | Schloss Neuhaus HERIS-ID: 57537 Objekt-ID: 67720                                              | Kühbergstraße 1 Standort KG: Gnigl             | Schloss Neuhaus wird 1219 erstmals erwähnt. Später Sommersitz der Erzbischöfe, Pfleg- und Landgericht. | BDA-Hist.: Q1794129 Status: Bescheid Stand der BDA-Liste: 2025-06-30 Name: Schloss Neuhaus GstNr.: 555 Schloss Neuhaus (Salzburg)                                                                        |
| ja   | Datei hochladen | Rauchenbichlerhof mit Pavillon HERIS-ID: 36744 Objekt-ID: 35725                               | Linzer Bundesstraße 1 Standort KG: Gnigl       | 1120 als Gut Waldbichl erwähnt, ab 1238 im Eigentum des Stifts Sankt Peter. Nach 1741 als spätbarockklassizistische Villa neu errichtet. Das Gut ist in Privatbesitz und nicht zu besichtigen. Anmerkung: in Schallmoos Ost | BDA-Hist.: Q2133061 Status: Bescheid Stand der BDA-Liste: 2025-06-30 Name: Rauchenbichlerhof mit Pavillon GstNr.: 234/1, 234/2, 235, 236, 240/1 Rauchenbichlerhof                                        |
| ja   | Datei hochladen | Gartenbaudenkmäler, Die vier Jahreszeiten im Minnesheim Park HERIS-ID: 67901 Objekt-ID: 80886 | Minnesheim Park Standort KG: Gnigl             | Dieses Denkmal ist ein Restbestand aus dem klassizistischen Garten von Schloss Minnesheim, der nach der Friedhofserweiterung und dem Bau der Bundesstraße zu einem Naturdenkmal und später als Gnigler Park zu einem Geschützten Landschaftsteil erklärt wurde. Das Figurenensemble wurde 2013/14 nach einem Vandalismusakt vom Magistrat der Stadt Salzburg renoviert. Anmerkung: in Obergnigl | BDA-Hist.: Q64765069 Status: § 2a Stand der BDA-Liste: 2025-06-30 Name: Gartenbaudenkmäler, Die vier Jahreszeiten im Minnesheim Park GstNr.: 467/1 Four Seasons, Minnesheim Park                         |
| ja   | Datei hochladen | Kapelle, Unsere liebe Frau am Schnoderbach/Luggaukapelle HERIS-ID: 46567 Objekt-ID: 48662     | bei Mühlstraße 18 Standort KG: Gnigl           | Die Kapelle der Haslachmühle wurde nach 1699–1701 an der Guggenthalerstraße als Votivkapelle nach einem Bauunfall errichtet. Das Altarbild ist eine gemalte Kopie der Luggauer Madonna. Anmerkung: in Obergnigl | BDA-Hist.: Q85699114 Status: Bescheid Stand der BDA-Liste: 2025-06-30 Name: Kapelle, Unsere liebe Frau am Schnoderbach/Luggaukapelle GstNr.: 423 Kapelle Maria Luggau, Gnigl                             |
| ja   | Datei hochladen | Robinighof oder Kochhof und Brunnen HERIS-ID: 36739 Objekt-ID: 35720                          | Robinigstraße 35 Standort KG: Gnigl            | Das Barockschloss wurde 1744 von Joseph Robinig erworben und nach 1750 nach Plänen von Franz Anton Danreiter umgebaut. Anmerkung: in Schallmoos Ost | BDA-Hist.: Q2159928 Status: Bescheid Stand der BDA-Liste: 2025-06-30 Name: Robinighof oder Kochhof und Brunnen GstNr.: 129 Robinighof                                                                    |